# جواز سفر ليختنشتاين
تصدر جوازات سفر ليختنشتاين لمواطني ليختنشتاين لغرض السفر الدولي. جواز السفر قد يكون أيضا دليلا على الجنسية الليختنشتاينة. غلاف جواز سفر ليختنشتاين الجديد أزرق اللون، ويضم شعار ليختنشتاين.
تبلغ تكلفة الجواز 250 فرنك سويسري للبالغين و50 فرنك سويسري للقاصرين.

## متطلبات التأشيرة
اعتبارًا من 13 أبريل 2021 كان لدى مواطنو ليختنشتاين إمكانية دخول 179 دولة وإقليم بدون تأشيرة أو تأشيرة عند الوصول، مما جعل جواز سفر ليختنشتاين يحتل المرتبة 12 من حيث حرية السفر بشكل عام ، والأدنى بين الدول الأعضاء في الرابطة الأوروبية للتجارة الحرة وفقًا لمؤشر هينلي لجوازات السفر.

بصفتها دولة عضو في الرابطة الأوروبية للتجارة الحرة، يتمتع مواطنو ليختنشتاين بحرية التنقل للعيش والعمل في بلدان الرابطة الأوروبية للتجارة الحرة الأخرى وفقًا لاتفاقية الرابطة. بحكم عضوية ليختنشتاين في المنطقة الاقتصادية الأوروبية يتمتع مواطنو ليختنشتاين أيضًا بحرية التنقل داخل جميع الدول الأعضاء في المنطقة الاقتصادية الأوروبية. 

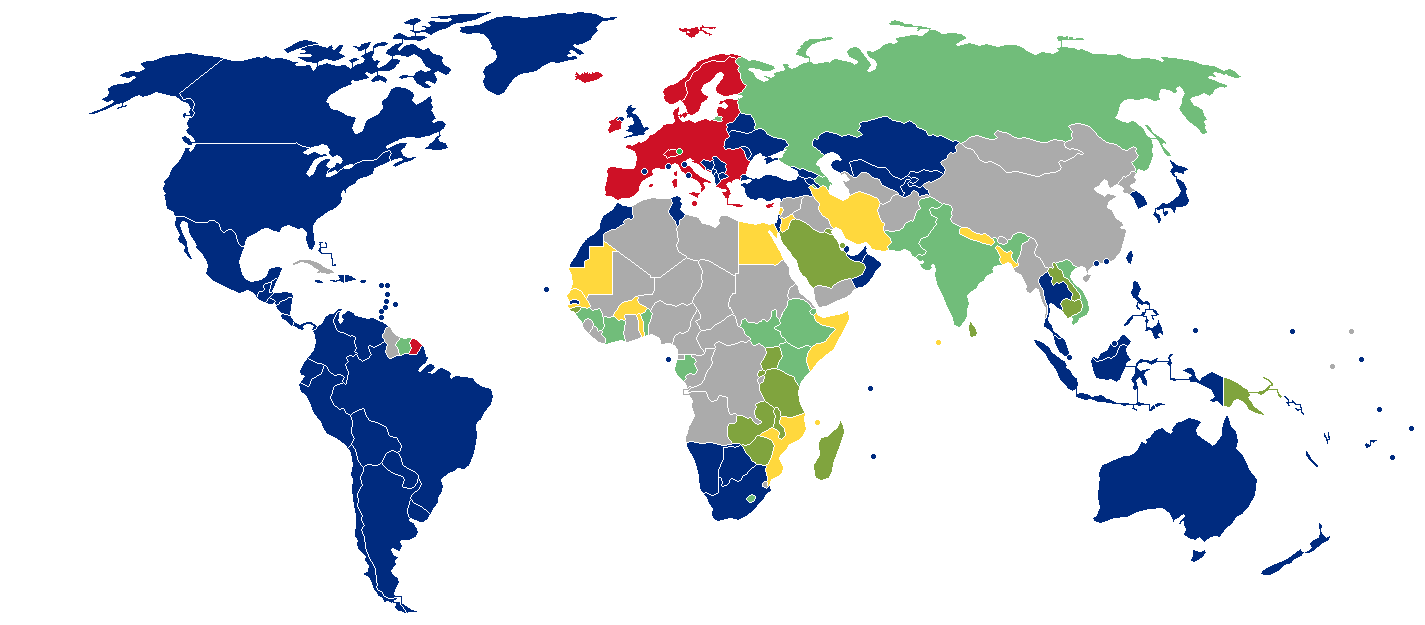
البلدان والأقاليم التي لا تفرض تأشيرة أو تطلب تأشيرة دخول عند الوصول للجهة، لحاملي جواز سفر ليختنشتاين.